# Даллас (Пенсільванія)
Даллас (англ. Dallas) — місто (англ. borough) в США, в окрузі Лузерн штату Пенсільванія. Населення — 2694 особи (2020).

## Географія
Даллас розташований за координатами 41°19′53″ пн. ш. 75°58′22″ зх. д. / 41.33139° пн. ш. 75.97278° зх. д. (41.331520, -75.972862).  За даними Бюро перепису населення США в 2010 році місто мало площу 6,25 км², з яких 6,01 км² — суходіл та 0,24 км² — водойми.

## Демографія
Згідно з переписом 2010 року, у селищі мешкали 2804 особи в 1137 домогосподарствах у складі 778 родин. Густота населення становила 449 осіб/км².  Було 1209 помешкань (193/км²).
Расовий склад населення:
| - 97,0 % — білих - 1,4 % — азіатів - 0,7 % — чорних або афроамериканців |

До двох чи більше рас належало 0,8 %. Частка іспаномовних становила 0,9 % від усіх жителів.
За віковим діапазоном населення розподілялося таким чином: 23,5 % — особи молодші 18 років, 59,6 % — особи у віці 18—64 років, 16,9 % — особи у віці 65 років та старші. Медіана віку мешканця становила 42,1 року. На 100 осіб жіночої статі у селищі припадало 89,5 чоловіків;  на 100 жінок у віці від 18 років та старших — 83,1 чоловіків також старших 18 років.
Середній дохід на одне домашнє господарство  становив 93 591 долар США (медіана — 76 103), а середній дохід на одну сім'ю — 100 083 долари (медіана — 89 957). Медіана доходів становила 56 435 доларів для чоловіків та 45 625 доларів для жінок. За межею бідності перебувало 6,2 % осіб, у тому числі 4,1 % дітей у віці до 18 років та 4,5 % осіб у віці 65 років та старших.
Цивільне працевлаштоване населення становило 1493 особи. Основні галузі зайнятості: освіта, охорона здоров'я та соціальна допомога — 30,5 %, роздрібна торгівля — 11,1 %, науковці, спеціалісти, менеджери — 10,6 %.